# Winston Simon
Winston „Spree“ Simon (* 1930 in Port of Spain; † 18. April 1976) war ein trinidadischer Musiker, der zu den Wegbereitern der Steel Pan zählt.

## Leben
Simon wurde in East Dry River, einem Armenviertel von Port of Spain, geboren und wuchs in Laventille auf. Als Nachfahre afrikanischer Sklaven trug er den Rufnamen seiner Großväter als Familiennamen. Als 9-Jähriger spielte er in einer Percussion-Band, die mit Bambusrohren sowie Metallbehältern jeglicher Art perkussive Musik machte.
Die Zeit vor Beginn des Zweiten Weltkrieges bis zu dessen Ende gilt als Geburtsstunde der Steel Pan. Neben Spree Simon und seiner Gruppe gab es weitere Bands in anderen Vororten von Port of Spain, welche ebenfalls auf Biskuitbehältern oder Metalldeckeln spielten. Die eigentliche Entdeckung von Klängen im Blech wird jedoch Simon zugeschrieben. Durch das wiederholte Schlagen des Bodens seiner Blechkiste senkte sich dieser ab, worauf Simon den Boden von der Unterseite her mit einem Stein wieder zu glätten suchte. Dabei entdeckte Simon verschiedene Tonhöhen in den vom Stein geformten Beulen. 1943 präsentierte Spree Simon ein Melodieinstrument mit neun Tönen, 1946 hatte er bereits ein Instrument mit 14 Tönen entwickelt.
Andere Musikgruppen waren ebenfalls mit dem Bau von Steel Pans beschäftigt, wodurch die Entwicklung dieses neuen Musikinstrumentes vorangetrieben wurde. 1951 reiste das Trinidad All Steel Percussion Orchestra TASPO nach Großbritannien, um Trinidad am Festival of Britain zu vertreten. Winston Simon war neben anderen Führungspersönlichkeiten verschiedener Steelbands Teil von TASPO.
Simon arbeitete mit Anthony Williams zusammen, dem späteren Entwickler des Quintenzirkel Soprano Pans. Der Entdecker der harmonischen Stimmung, Bertie Marshall, hielt sich viel bei Spree Simon auf und erhielt für seine weitere Arbeit wichtige Impulse.
Winston Spree Simon erlitt 1970 einen Hirnschlag und war daraufhin so stark gelähmt, dass er nicht mehr spielen konnte, bis er 1976 starb. In Laventille wurde ihm zu Ehren ein Denkmal errichtet.